# Chrysotimus ningxianus
Chrysotimus ningxianus är en tvåvingeart som beskrevs av Wang, Yang och Patrick Grootaert 2005. Chrysotimus ningxianus ingår i släktet Chrysotimus och familjen styltflugor. Inga underarter finns listade i Catalogue of Life.